# Kyrkor i Vall de Boí
Vall de Boí är brant sluttande smal dalgång i Lleida i det autonoma Katalonien, Spanien. Det ligger i nordöstra hörnet av comarcan i Alta Ribagorça, vid kanten av Pyrenéerna i den största kommunen La Vall de Boí i regionen, med centralorten Barruera.
Dalen är mest känd för sina nio tidiga romanska kyrkor, vilket gör den till den plats som har tätast koncentration av romansk arkitektur i Europa. I november 2000 blev dessa ett världsarv. Dalen har även den högsta skidorten i Pyrénéerna, i Boí-Taüll, och gränsar till Aigüestortes i Estany de Sant Maurici nationalpark som ligger i nordöst.

## Historia
Morernas erövring av Spanien penetrerade inte de höga dalarna i Pyrenéerna. De första kristna områdena i regionen uppstod under 800-talet, då lokala grevar gav lite respekt till sina frankiska överlorder. Befolkningen var i huvudsak baskisk.
Dalen tillhörde först Tolosa, som då var samman med Ribagorza. På 1000-talet fick Pallars kontroll över dalen, innan det anslöts till Aragonska kungariket på 1100-talet. Som ett resultat av dess strategiska läge, har dalen många slott, men de är mestadels i sämre skick.

## Kyrkor
Trots att dalen hade en relativt låg folkmängd under medeltiden, gjorde stora mängder silver lokala dignitärer rika och motiverade dem att ansluta sig till den Kataloniska kampanjen att återta Barbastro och Saragossa.  Stora delar av rikedomen spenderades på att bygga många kyrkor från 1000-talet till 1300-talet, i ny arkitektonisk stil importerad från Lombardiet. Kyrkorna karaktiseras av fina stenarbeten och eleganta klocktorn. Väggmålningara i kyrkorna finns bevarade i Kataloniens nationella konstmuseum (Museu Nacional d'Art de Catalunya, MNAC) i Barcelona.
Många av kyrkorna har varit i bruk sedan de byggdes och konsekrerades på 1000- och 1100-talet. Nio kyrkor sattes upp på världsarvslistan: Sant Climent och Santa Maria de Taüll i Taüll, Sant Feliu de Barruera i Barruera, Sant Joan de Boí i Boí, Santa Eulàlia i Erill la Vall, Santa Maria de l'Assumpció i Cóll, Santa Maria i Cardet, la Nativitat de la Mare de Déu i Durro, och eremitaget Sant Quirc nära Durro.
Dalen har även ruiner från ett antal andra romanska kristna byggnader, bland andra Sant Llorenç kyrka i Saraís och Santa Martí i Taüll, samt eremitagen Sant Cristòfol i Erill, Sant Quirc i Taüll, Sant Salvador i Barruera och Sant Pere i Boí.

### Sant Climent de Taüll

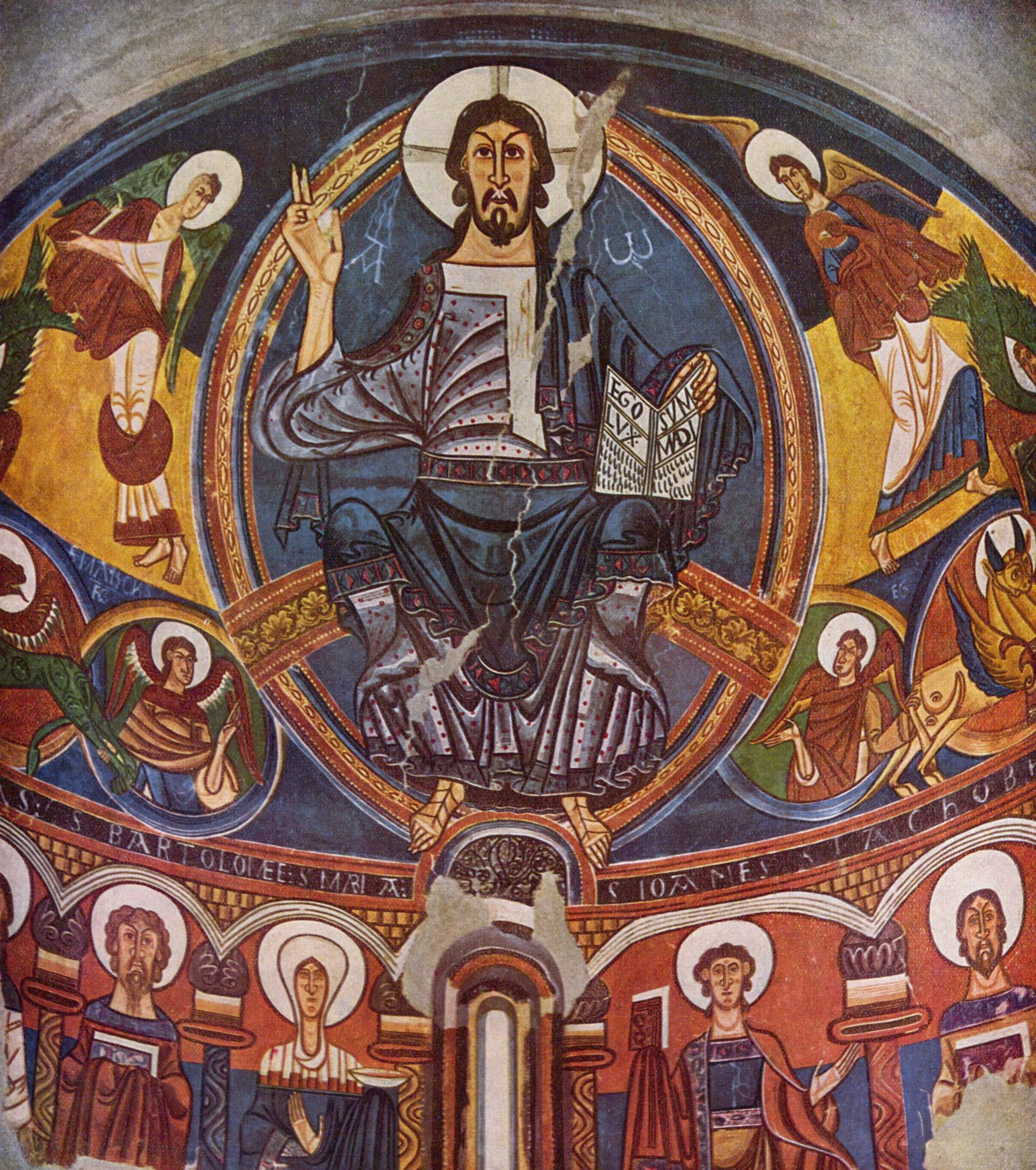
Pantokratormålningen i Sant Climent de Taüll

Sant Climent de Taüll kyrka konsekrerades 10 december 1123 av Rodas biskop. Den ligger på en liten höjd vid sidan om vägen från Taüll mot Boí.  Den är den största och bäst bevarade kyrkan i Vall de Boí, och även den arkitektoniskt med intressanta.
Kyrkan har formen av en basilika, med tre skepp skilda åt med en kolonnad och slutar i halvcirkelformade absider. Den har kvar sitt ursprungliga timmertak. I sydöstra delen av byggnaden står ett sex våningar högt klocktorn, med välvda fönster på vardera planet. Byggnaden är uppförd i granitblock med dekorativa element och fönster pimpsten. Fasaden är dekorerad med friser och pilastrar.
Pantokratormålningen i kyrkan, ursprungligen i huvudabsiden och numera bevarad i MNAC, anses vara ett av romanska konstens mästerverk.

### Santa Maria de Taüll
Santa Maria kyrka ligger i byn Taüll, och var konsekrerad den 11 december 1123, dagen efter Sant Climents kyrka. Den byggdes också med tre skepp, samtliga med en abid i slutet. Klocktornet reser sig inne i södra skeppet. Kvalitén på stenarbetet i klocktornet är lägre än i resten av kyrkan, och kan ha byggts tidigare, och kyrkan därefter byggts kring detta.
Kyrkan byggdes om på 1700-talet och en kupol lades till. Dess fresker flyttades till MNAC omkring 1918.  Många av 1700-talet ändringar togs bort på 1970-talet, inklusive kupolen..

### Sant Feliu de Barruera
Sant Feliu kyrka ligger strax norr om Barruera. Staden ligger på en strategisk punkt där dalen brer ut sig och hörde till ett närbeläget kloster under medeltiden som nu har försvunnit. Kyrkan har ett av de ursprungliga tre skeppen kvar, med ett tunnvalv och en halvcirkelformat absid. Den har ett kvadratiskt transept och absid i söder och ett kvadratiskt kapell i norr. Ett enkelt, oderorerat klocktorn ligger i sydöstra hördet. Ombyggnader gjordes på 1500-talet då två gotiska kapell lades till i mittskeppet och kyrkan gavs en fasad i gotisk stil.

### Sant Joan de Boí

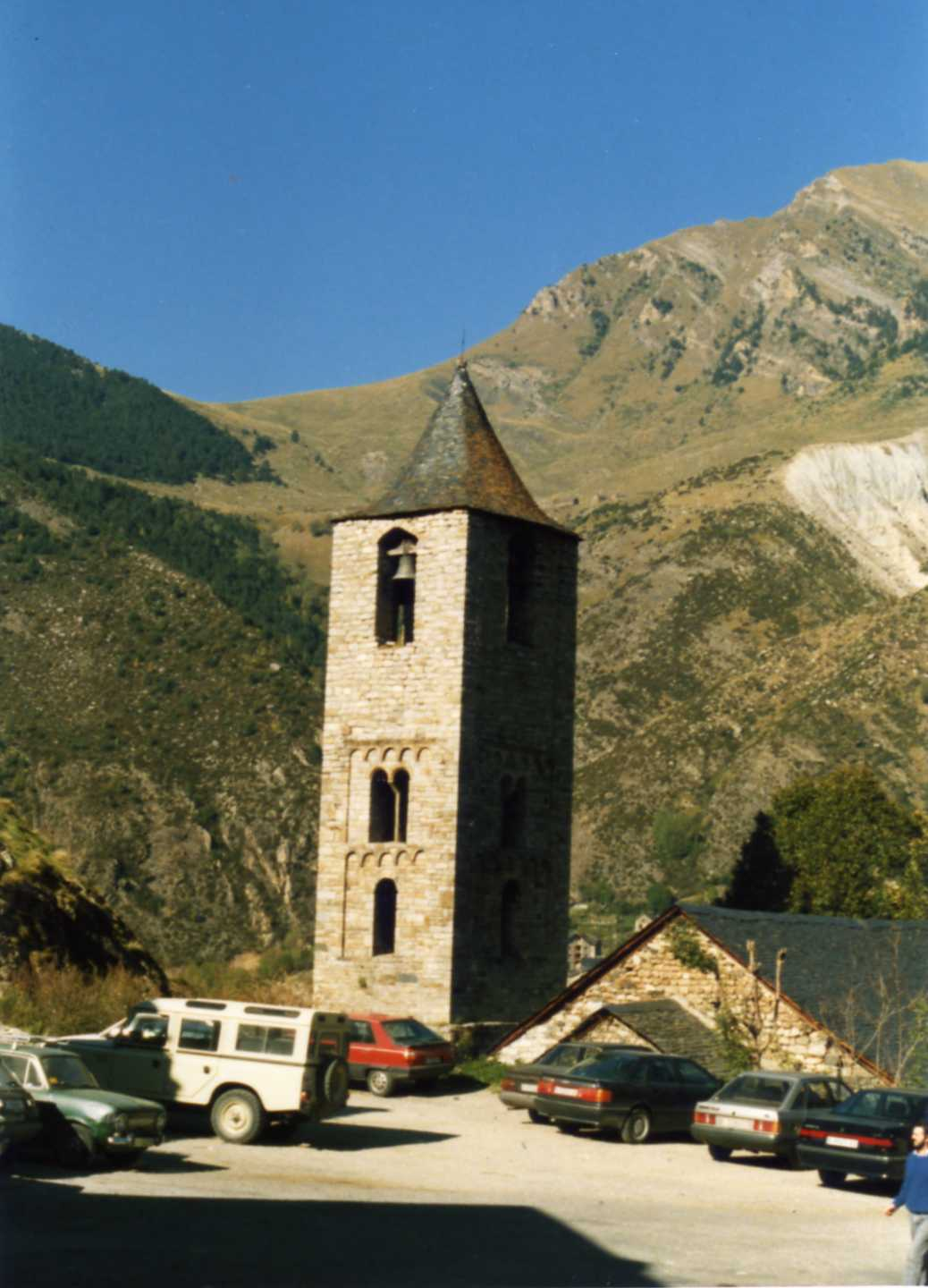
Sant Joan in Boís kyrktorn

Sant Joans kyrka ligger vid entrén till Boí, byn som har gett dalen dess namn. Kyrkan har tre skepp med absider i slutet på de två sidoskeppen. Ursprungliga timmertaket har ersatts med stentak. Klocktornet reser sig i södra delen av det södra skeppet. Kyrkan byggdes om under 1700-talet men många av ändringarna togs bort på 1960-talet. Dess målningar togs bort 1919 och togs till MNAC.

### Santa Eulàlia d'Erill-la-Vall
Santa Eulàlia i Erill-la-Valls kyrka har ett långt mittskep med en tredubbel absid i östra änden och en ingång i norra öppningen på en täckt gångväg. Ett timmertak har ersatt det gamla tunnvalvet. Det sex våningar höga klocktornet reser sig 23 meter högt i norr.

### Santa Maria de l'Assumpció de Cóll

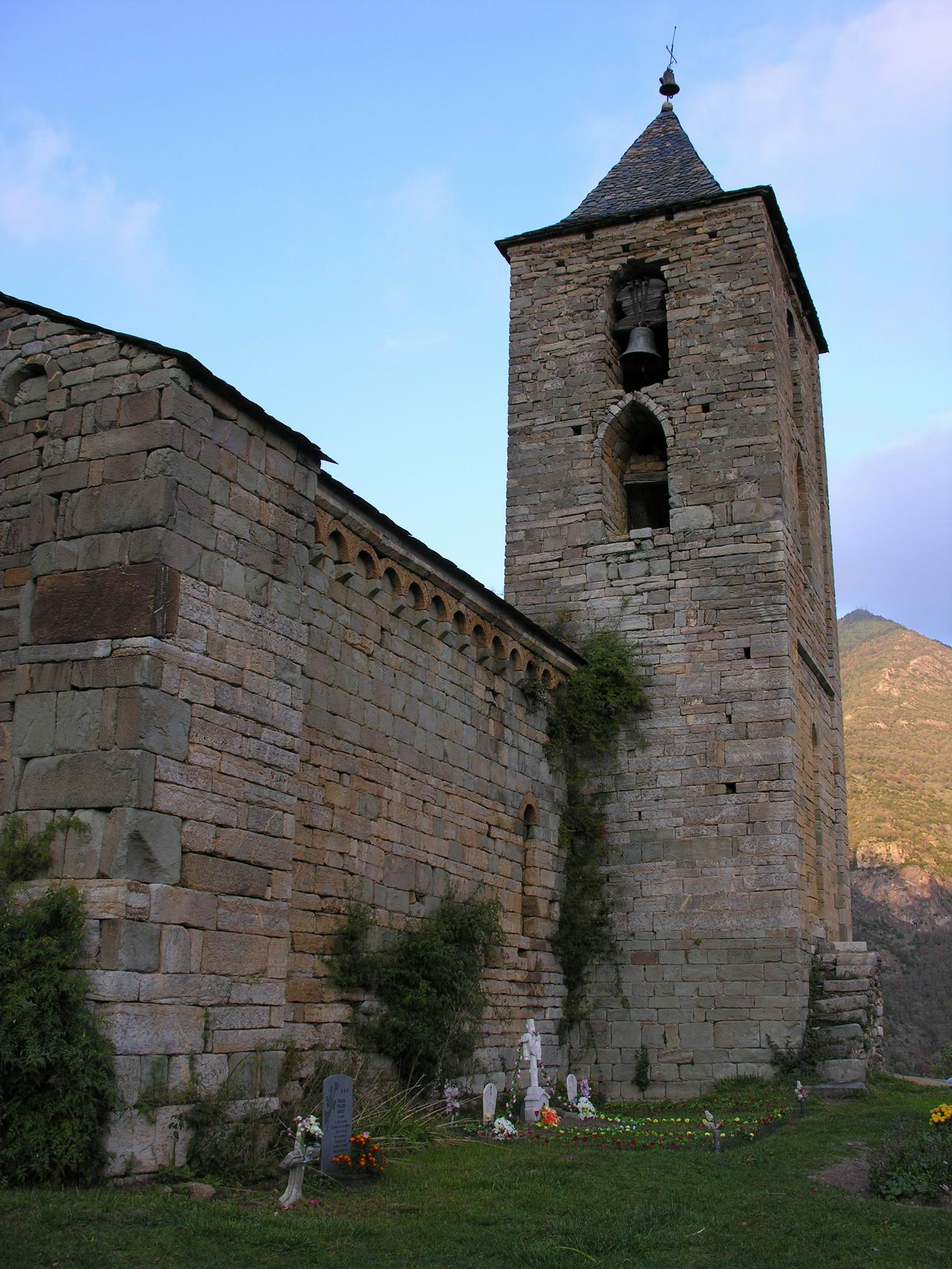
Santa Maria de l'Assumpció i Cóll.

Jungfru Marie himmelsfärds kyrka ligger utanför byn Cóll. Den byggdes med ett mittskepp med absid och tunnvalv, och konsekrerades år 1110, och har senare gotiska tillägg. Ett sidokapell i norr och ett senare byggt två våningar högt gotiskt klocktorn i söder ger kyrkans plan en korsform. Interiören är upplyst av oculus i östra och västra änden, med dörren i väster. Klocktornet är i sämre skick.

### Santa Maria de Cardet
Cardet ockuperade en bergig utmark vid dalens ingång. Kyrkan ligger i östra änden av byn, ovanför ett stup. Kyrkan är enskeppig med en absid samt en krypta därunder (den sistnämnda är nödvändig på grund av markens lutning). En sakristia lades till i sydöstra änden av mittskeppet och ett kapell lades till i norra fasaden. Exteriören har kvar delar från 1000-talet, samt från ombyggnader på 1100-, 1200-, 1600- och 1700-talet. Interiören är i barockstil från senare ombyggnader.

### Nativitat de la Mare de Déu de Durro
Den lilla staden Durro ligger på 1 386 meters höjd, på en sydlig berssida. Kyrkan har ett långt och smalt mittskepp med ett tunnvalv och skiffertak. Det byggdes med en absid, idag ersatt med en sakristia. Två kvadratiska kapell har byggts in i norra väggen, och det fem våningar höga klocktornet reser sig i nordöstra hörnet. Ingången är skuren in i södra väggen, till en täckt gångväg. Byggnaden har renoverats och byggts ut flera gånger sedan den uppfördes på 1100-talet och lite av dess ursprungliga utseende finns kvar. Interiören har barockföremål från senare renoveringar. Kyrkan restaurerades 1983 och klocktornet 1994.

### L'ermita de Sant Quirc de Durro

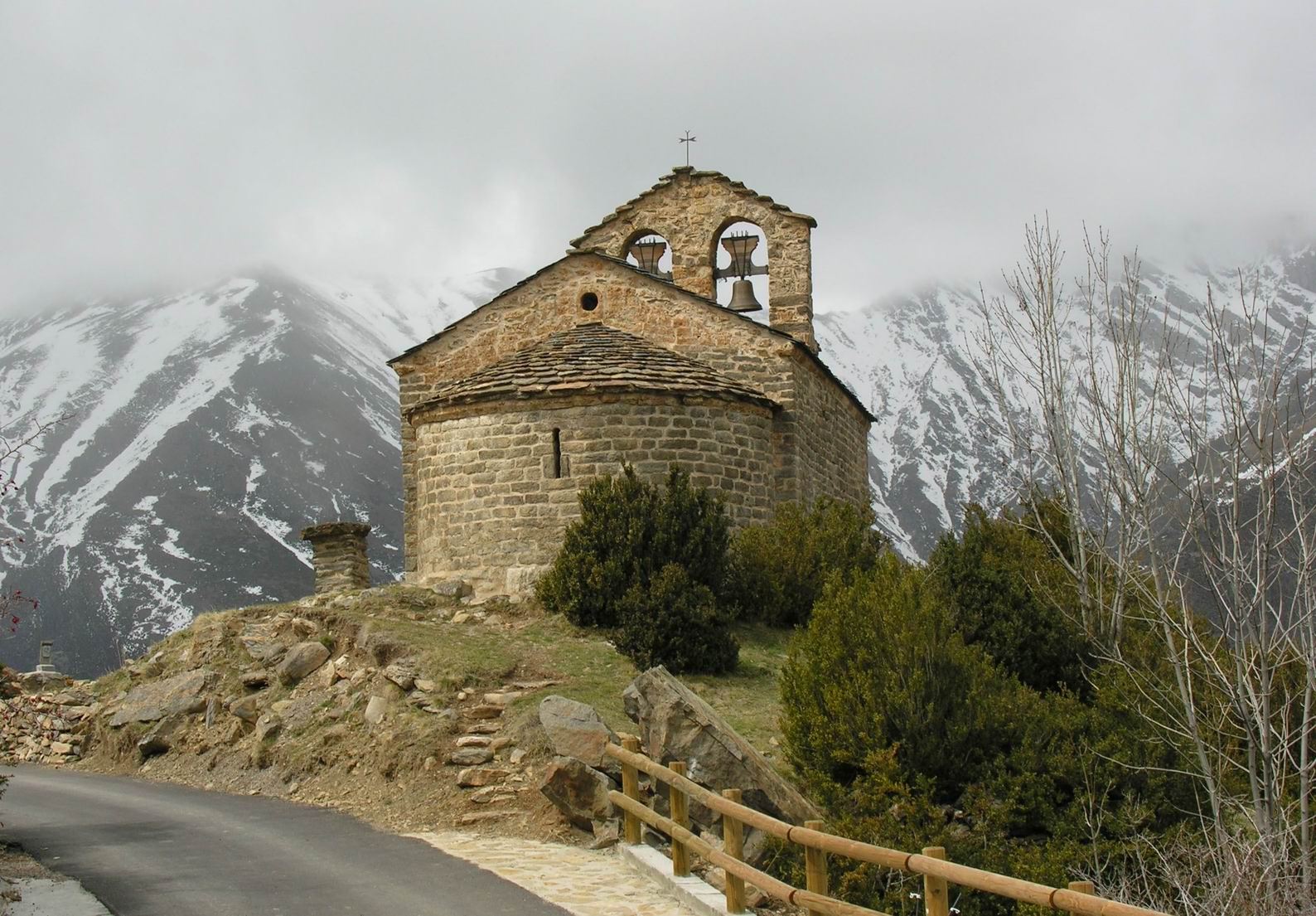
Sant Quirc de Durro

Det lilla eremitaget Sant Quirc ligger på en klippig avsats nära Durro. Det har ett litet mittskepp och en absid och ingången i söder. Ett litet klocktorn reser sig i västra änden. Takutrymmet (som nås från utsidan) kan ha använts som kornbod.